# 島根県立国際短期大学
島根県立国際短期大学（しまねけんりつこくさいたんきだいがく、英語: Shimane International College）は、島根県浜田市野原町2433-2に本部を置いていた日本の公立大学である。1993年に設置され、2001年に廃止された。大学の略称はSIC。

## 概要

### 大学全体
- 島根県浜田市に所在した日本の公立短期大学で、設置主体は島根県。
- 島根県内では第二番目に設置された公立短大として1学科且つ入学定員100名体制[注 2]で1993年に開学[2]。
- 1999年度の入学生を最後に[注釈 1]、2001年に短期大学としての使命を終える[5]。

### 建学の精神（校訓・理念・学是）
- 島根県立国際短期大学の基本理念は「国際的な視野と幅広い教養・語学力を備えた人材育成」となっている。これは国際文化学科を設置した意図ともなっている[6]。

### 教育および研究
- 島根県立国際短期大学には島根県では唯一の国際文化学科が設けられており、英語・韓国語・中国語の教育にはとりわけ力をいれており、また「米国文化体験」・「韓国文化体験」・「中国文化体験」といった県内の短大では極めてユニークな科目が設けられていたところに特色がある。杉浦日向子や森英恵による講義もあった。
- 国際化、環日本海時代に対応した人材育成をねらいとされていた[7]
- 公園の中の大学というのもウリにしていた[8]

### 学風および特色
- 島根県立国際短期大学は、様々な国際交流の場面で主体的に行動できる国際的コミュニケーション能力の高い人材を育成することを目標に設置された。
- 研究テーマ選択による少人数教育が行われていた。
- 韓国や中国、米国の大学との交流協定が結ばれていた。

### その他
- 初年度の入学試験は島根県立浜田高等学校で行われていた[9]。

## 沿革
- 1991年 - 島根県立短期大学開設準備室委員会が設置される[10]。
- 1992年
  - 1月 この頃より本格的な構想を行う[11]
  - 12月21日 左記を以て文部省[注 4]より短期大学の設置が認可される [12]。
- 1993年
  - 4月1日 島根県立国際短期大学が以下の学科体制にて開学する。
    - 国際文化学科[注 6]
- 1995年
  - 3月17日 第1回卒業式が挙行される[14]。
- 1999年
  - 4月1日 この年度で学生募集を終了[注 8]。
- 2001年
  - 3月30日 左記を以て廃止される[5]。

## 基礎データ

### 所在地
- 島根県浜田市野原町2433-2

### 象徴
- 島根県立国際短期大学のカレッジマークは人間の形をモチーフに、「Shimane International College」の略称である「S・I・C」を図案化したものとなっていた[16]。

## 教育および研究

### 組織

#### 学科
- 国際文化学科 入学定員100名[注 9]

#### 専攻科
- なし

#### 別科
- なし

## 附属機関
- 交流センター

### 研究
- 『島根県立国際短期大学紀要』[18][19]ほか。

## 学生生活

### 部活動・クラブ活動・サークル活動
- 島根県立国際短期大学で活動していたクラブ活動[10]　
  - 体育系：空手道・乗馬・バスケットボール・バドミントン・バレーボールほか
  - 文化系：「外国食文化」・合唱・華道・韓国語・茶道・写真・中国語ほか

### 学園祭
- 島根県立国際短期大学の学園祭は「Sun Blueフェスティバル」と呼ばれ、概ね10月末日に行われていた[20]。

## 大学関係者と組織

### 大学関係者
客員教授
- 杉浦日向子[21]
- 森英恵

## 対外関係

### 他大学との協定[22]。
韓国
- 慶北大学校
- 蔚山大学校
- 延世大学校

中国
- 中央民族大学
- 寧夏大学 1995年10月より[9]。
- 吉林大学

アメリカ
- セントラル・ワシントン大学
- ワナチ・ヴァレイ大学

### 系列校
- 島根県立島根女子短期大学
- 島根県立看護短期大学

## 社会との関わり
- 1994年11月に天皇が行幸している[9]。
- 1998年10月に「日本国際政治学会研究大会」が行われた[14]。

## 卒業後の進路について

### 編入学･進学実績
- これまでの実績では、奈良女子大学・島根大学・広島大学・山口大学・愛媛大学・高知大学・熊本大学・山口県立大学・福岡県立大学・東京国際大学・共立女子大学・立命館大学・関西学院大学・神戸学院大学・就実女子大学・比治山大学などがある[23]。